# فورستنبرگ/هاول
فورستنبرگ شهری در ناحیهٔ اوبرهاول، در ایالت برندنبورگ در کشور آلمان است.

## نگارخانه

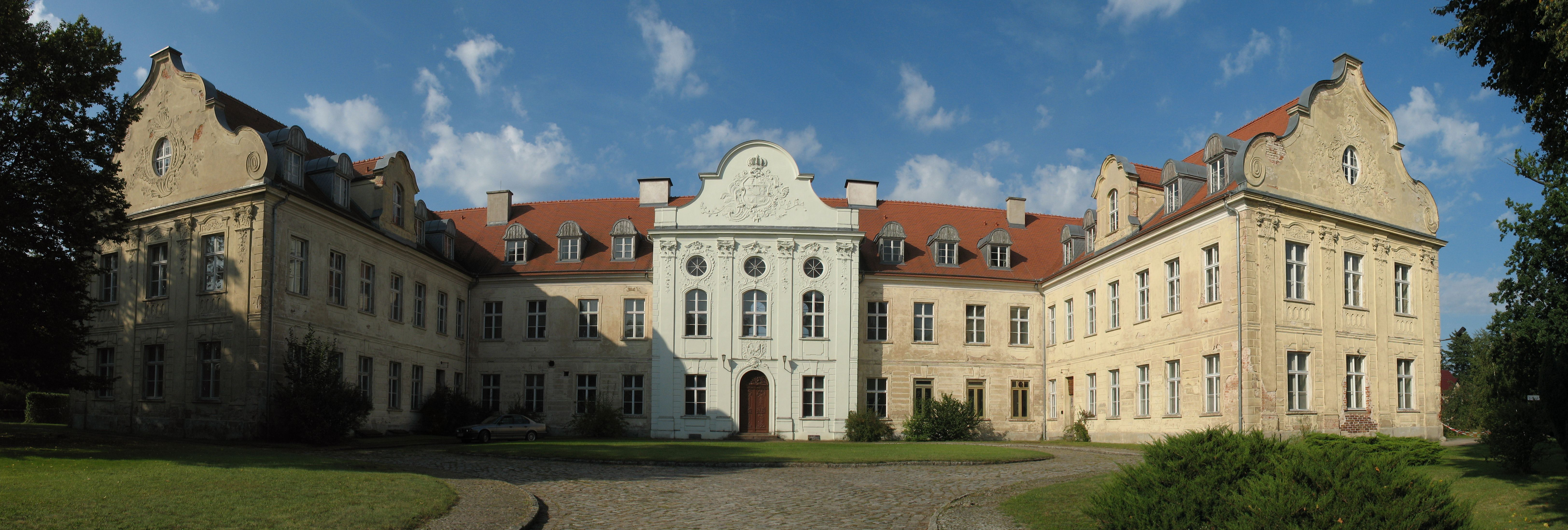
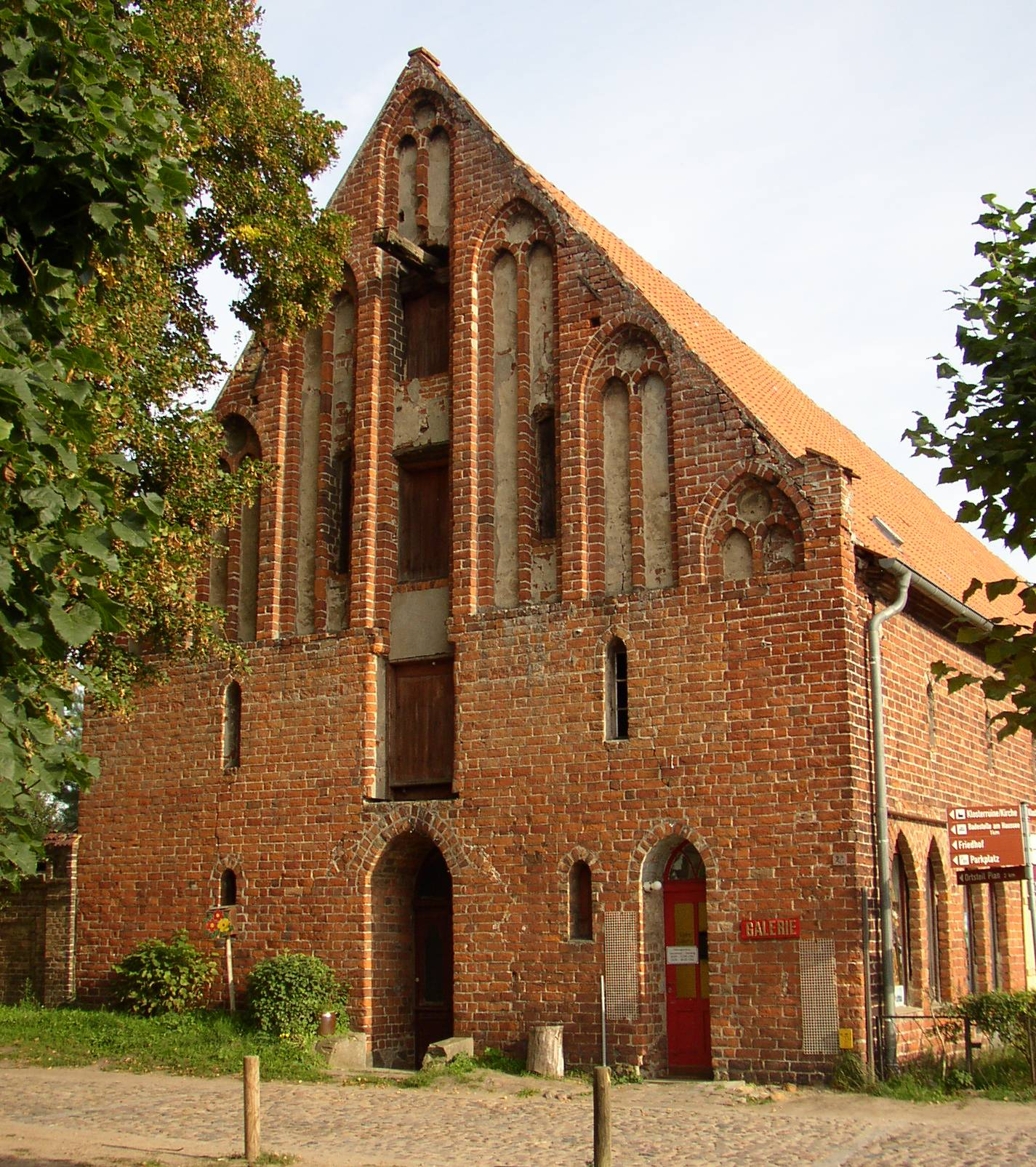
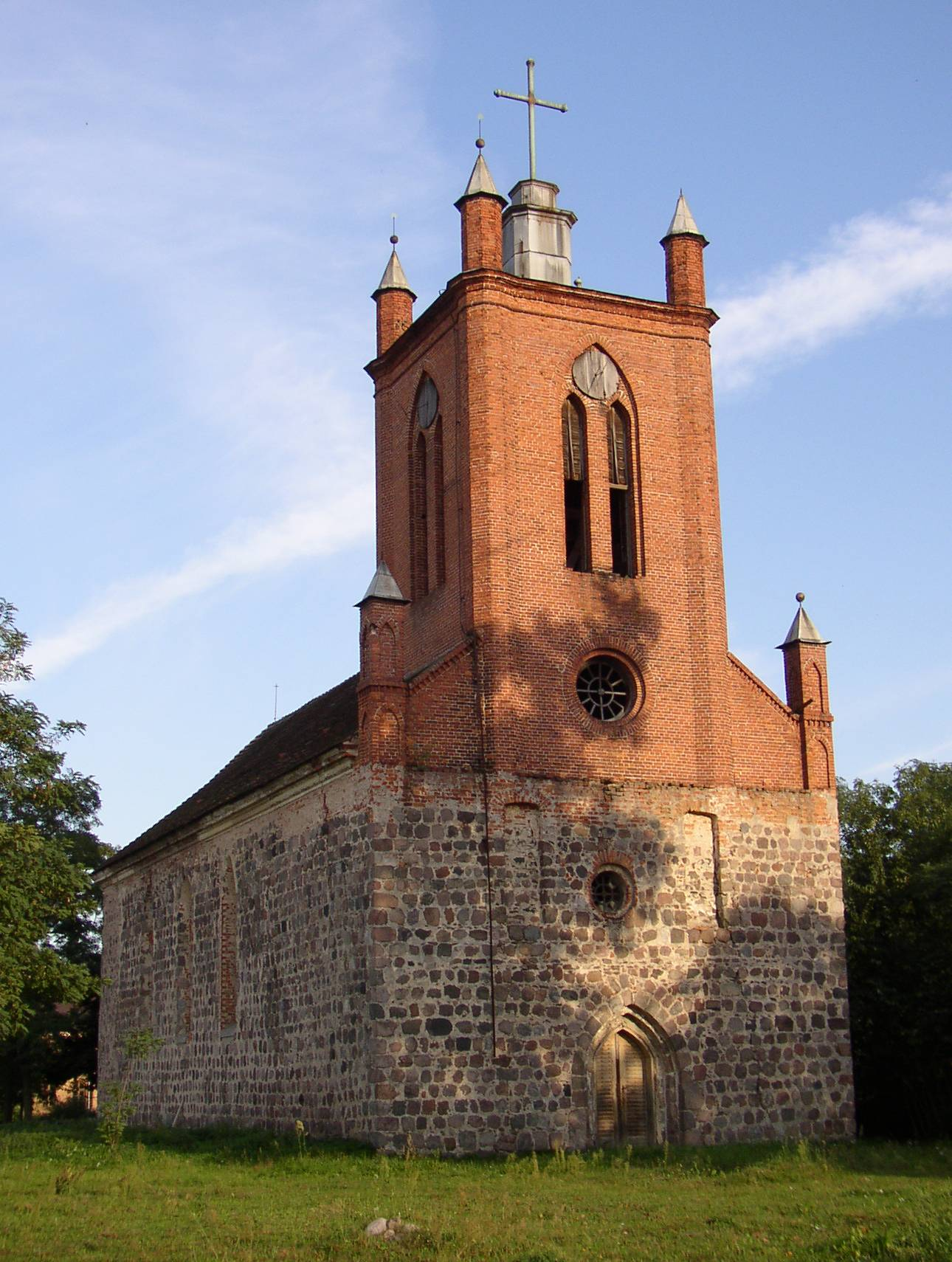
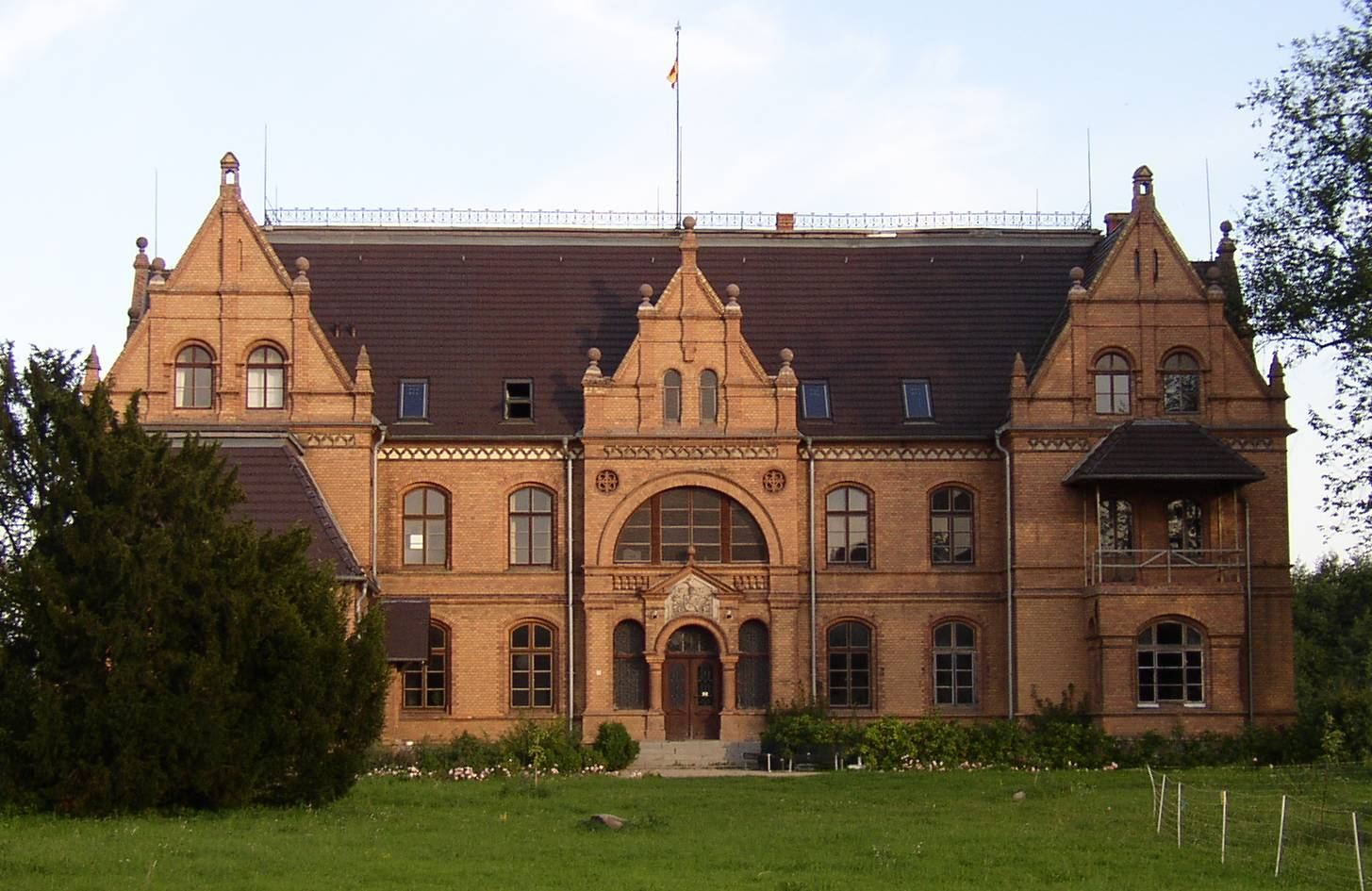
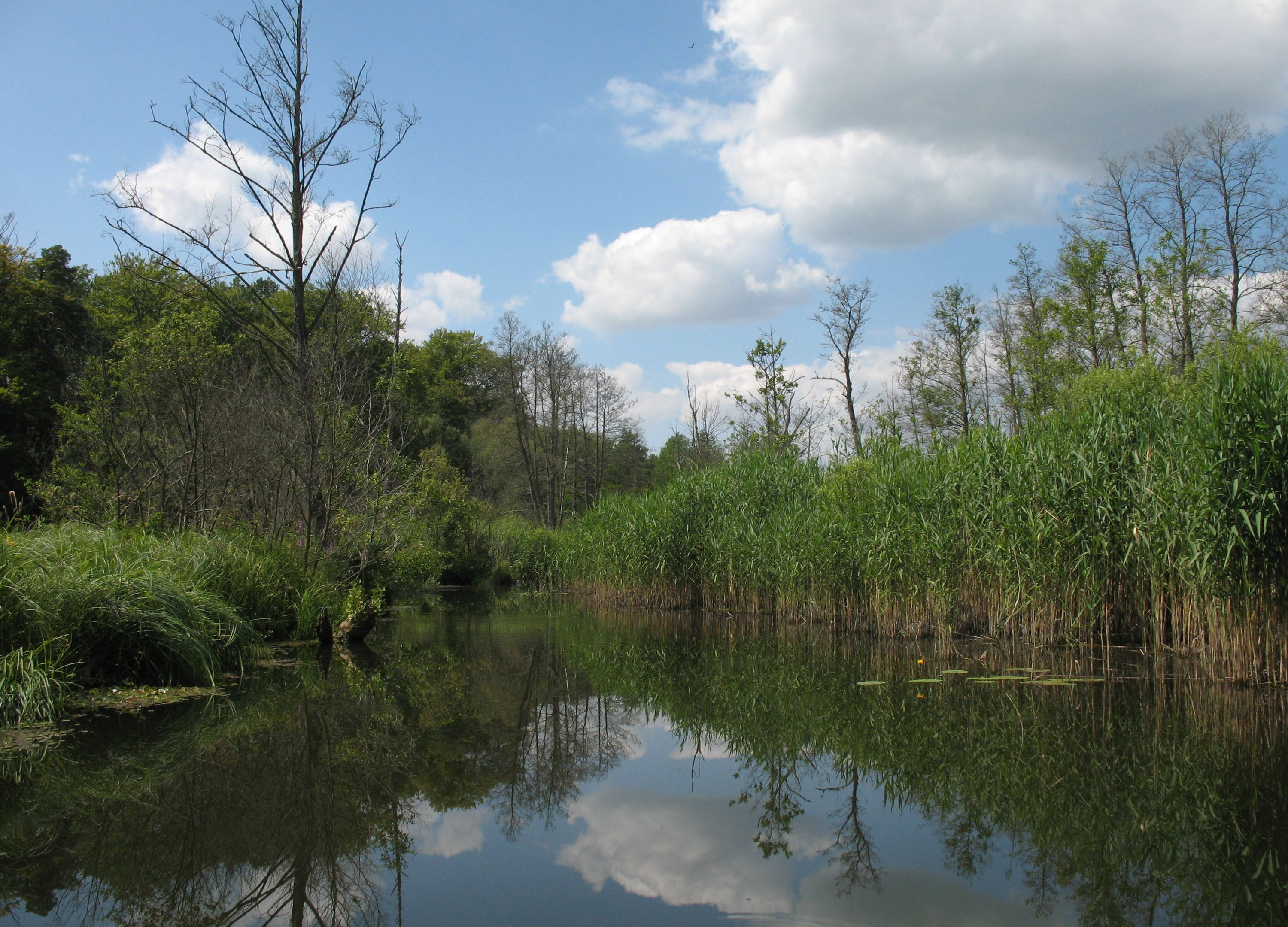